# Secondigny
Secondigny és un municipi francès situat al departament de Deux-Sèvres i a la regió de la Nova Aquitània. L'any 2007 tenia 1.715 habitants.

## Demografia

### Població
El 2007 la població de fet de Secondigny era de 1.715 persones. Hi havia 736 famílies de les quals 223 eren unipersonals (96 homes vivint sols i 127 dones vivint soles), 305 parelles sense fills, 154 parelles amb fills i 54 famílies monoparentals amb fills.
La població ha evolucionat segons el següent gràfic:
Habitants censats

### Habitatges
El 2007 hi havia 887 habitatges, 751 eren l'habitatge principal de la família, 48 eren segones residències i 89 estaven desocupats. 848 eren cases i 35 eren apartaments. Dels 751 habitatges principals, 524 estaven ocupats pels seus propietaris, 209 estaven llogats i ocupats pels llogaters i 17 estaven cedits a títol gratuït; 1 tenia una cambra, 19 en tenien dues, 102 en tenien tres, 244 en tenien quatre i 384 en tenien cinc o més. 544 habitatges disposaven pel capbaix d'una plaça de pàrquing. A 397 habitatges hi havia un automòbil i a 280 n'hi havia dos o més.

### Piràmide de població
La piràmide de població per edats i sexe el 2009 era:
| Homes | Edats   | Dones |
| ----- | ------- | ----- |
| 4     | 95 o +  | 4     |
| 8     | 90 a 94 | 20    |
| 28    | 85 a 89 | 40    |
| 32    | 80 a 84 | 32    |
| 52    | 75 a 79 | 60    |
| 84    | 70 a 74 | 52    |
| 72    | 65 a 69 | 80    |
| 36    | 60 a 64 | 52    |
| 32    | 55 a 59 | 40    |
| 72    | 50 a 54 | 72    |
| 60    | 45 a 49 | 56    |
| 48    | 40 a 44 | 60    |
| 48    | 35 a 39 | 64    |
| 56    | 30 a 34 | 24    |
| 48    | 25 a 29 | 64    |
| 44    | 20 a 24 | 32    |
| 36    | 15 a 19 | 64    |
| 48    | 10 a 14 | 28    |
| 40    | 5 a 9   | 20    |
| 52    | 0 a 4   | 40    |

## Economia
El 2007 la població en edat de treballar era de 886 persones, 603 eren actives i 283 eren inactives. De les 603 persones actives 557 estaven ocupades (288 homes i 269 dones) i 46 estaven aturades (14 homes i 32 dones). De les 283 persones inactives 157 estaven jubilades, 51 estaven estudiant i 75 estaven classificades com a «altres inactius».

### Ingressos
El 2009 a Secondigny hi havia 775 unitats fiscals que integraven 1.707 persones, la mediana anual d'ingressos fiscals per persona era de 14.819 €.

### Activitats econòmiques
Dels 112 establiments que hi havia el 2007, 1 era d'una empresa extractiva, 4 d'empreses alimentàries, 5 d'empreses de fabricació d'altres productes industrials, 10 d'empreses de construcció, 28 d'empreses de comerç i reparació d'automòbils, 3 d'empreses de transport, 7 d'empreses d'hostatgeria i restauració, 1 d'una empresa d'informació i comunicació, 9 d'empreses financeres, 7 d'empreses immobiliàries, 10 d'empreses de serveis, 23 d'entitats de l'administració pública i 4 d'empreses classificades com a «altres activitats de serveis».
Dels 37 establiments de servei als particulars que hi havia el 2009, 1 era una oficina d'administració d'Hisenda pública, 1 gendarmeria, 1 oficina de correu, 4 oficines bancàries, 1 funerària, 6 tallers de reparació d'automòbils i de material agrícola, 1 autoescola, 2 paletes, 2 guixaires pintors, 2 fusteries, 2 lampisteries, 1 electricista, 1 empresa de construcció, 2 perruqueries, 3 veterinaris, 4 restaurants i 3 agències immobiliàries.
Dels 14 establiments comercials que hi havia el 2009, 1 era un supermercat, 1 una gran superfície de material de bricolatge, 3 fleques, 1 una carnisseria, 1 una peixateria, 1 una llibreria, 3 botigues de roba, 1 una joieria i 2 floristeries.
L'any 2000 a Secondigny hi havia 73 explotacions agrícoles que ocupaven un total de 2.688 hectàrees.

## Equipaments sanitaris i escolars
El 2009 hi havia 2 farmàcies i 1 ambulància.
El 2009 hi havia 1 escola maternal i 2 escoles elementals. Secondigny disposava de 2 col·legis d'educació secundària amb 346 alumnes.

## Poblacions més properes
El següent diagrama mostra les poblacions més properes.